# Shon Greenblatt
Shon Greenblatt – amerykański aktor filmowy i telewizyjny.
Urodzony w hrabstwie Rockland w stanie Nowy Jork jako syn Kennetha D. Greenblatta i Sandry B. Greenblatt, producentów broadwayowskich. Trenował aktorstwo pod wodzą Arthura Mendozy w szkole imienia Stelli Adler.
W roku 1989 wystąpił po raz pierwszy w filmie kinowym, w horrorze komediowym Tromy Chopper Chicks in Zombietown, w którym w roli głównej obsadzono Billy'ego Boba Thorntona. Wstawił się rolą Johna Doe w slasherze Rachel Talalay Freddy nie żyje: Koniec koszmaru z 1991 roku. Dwa lata później, wraz z innymi aktorami, m.in. Christianem Bale'em, zdobył nominację do Young Artist Award za występ w serialu telewizyjnym Gazeciarze. Zerwał z zawodem aktora w 2002 roku, po występie w melodramacie o tematyce LGBT pt. Luster.
Żonaty z Solimar Colon, z którą ma dwójkę dzieci – syna i córkę.